# Dear Friend (Wings-Lied)
Dear Friend (englisch für „Lieber Freund“) ist ein Lied der britischen Band Wings, das im Dezember 1971 erschien und von den Bandmitgliedern Linda und Paul McCartney geschrieben wurde. Inhaltlich richtet sich das Stück an Paul McCartneys Ex-Bandkollegen John Lennon.

## Hintergrund
Dear Friend ist das vorletzte Lied des Wings-Albums Wild Life, danach folgt ein 46-sekündiges Instrumentallied. Das Lied wurde für John Lennon geschrieben, zu einer Zeit, als er und Paul McCartney in ihren Alben und auf den Seiten der britischen Musikpresse einen öffentlichen Streit führten. Der Streit zwischen Lennon und McCartney verschärfte sich, nachdem Lennon Ram hörte und sich an den Texten störte, die seiner Meinung nach gegen ihn und Yoko Ono gerichtet waren, was zumindest beim Lied Too Many People auch der Fall war. Lennons Antwort war das verbal härtere How Do You Sleep? auf dem Imagine-Album. 
Laut den Autoren Chip Madinger und Mark Easter wurde das versöhnliche Dear Friend gegen Ende 1970 komponiert und während der Sessions zum Album Ram im April 1971 in Los Angeles erstmals aufgenommen. Diese Information beruht auf der Erinnerung von Denny Seiwell, dem Schlagzeuger der 1971er Aufnahmen. Diese Version wurde bisher nicht veröffentlicht. (Stand Juli 2025) Da aber mit den endgültigen Aufnahmen zu Dear Friend im Juli 1971 begonnen wurde und How Do You Sleep? am 9. September veröffentlicht wurde, konnte Dear Friend keine direkte Antwort auf How Do You Sleep? gewesen sein, obwohl es später, im Dezember 1971 veröffentlicht wurde.
1994 sagte McCartney, dass er das Lied bewusst als Friedensangebot an Lennon geschrieben habe, da er keinen Streit mag. In dem 2021er Buch The Lyrics: 1956 To The Present erinnert sich McCartney: „Ich habe ihm hier irgendwie geantwortet und gefragt: 'Muss es so verletzend sein?' Ich denke, das ist ein guter Satz: "Hast du Angst, oder ist es wahr?" – was bedeutet: "Warum geht dieser Streit weiter? Liegt es daran, dass du vor etwas Angst hast? Hast du Angst vor der Trennung? Hast du Angst, dass ich etwas ohne dich tue? Hast du Angst vor den Konsequenzen deines Handelns?" Und der kleine Reim: "Oder ist es wahr?" Sind all diese verletzenden Anschuldigungen wahr? Dieser Song kam in dieser Art von Stimmung heraus. Es hätte auch 'What the Fuck, Man?' heißen können, aber ich bin mir nicht sicher, ob wir damals damit durchgekommen wären. Ich könnte mir vorstellen, dass er (John Lennon) es gehört hat. Ich glaube, er hat sich meine Platten angehört, als sie rauskamen, aber er hat mir nie direkt geantwortet. Das war nicht seine Art. Wir waren Jungs. Es war nicht wie ein Junge und ein Mädchen. Damals haben wir nicht viele Emotionen miteinander freigesetzt.“
Gegenseitige Spitzen wurden von den beiden Männern in der Presse noch während eines Großteils des Jahres 1971 losgelassen. Um die Weihnachtszeit 1971 trafen sich dann Paul und Linda McCartney mit John Lennon und Yoko Ono in New York zu klärenden Gesprächen. McCartney sagte in späteren Interviews, dass er froh ist, dass der Streit beigelegt wurde auch im Hinblick auf den frühen Tod von John Lennon. 
Paul McCartney spielte Dear Friend während der Wings-Tourneen ab 1972 nicht live.

## Aufnahme
Dear Friend wurde am 24. Juli 1971 während der Aufnahmen zum Album Wild Life in den Londoner Abbey Road Studios mit Paul und Linda McCartney als Produzenten in einem Take aufgenommen. Richard Hewson arrangierte die Orchesterpartitur. Tony Clark, Alan Parsons und Chris Blair waren die Toningenieure der Aufnahmen. Am 16. Oktober 1971 erfolgten im gleichen Studio die orchestralen Overdub-Aufnahmen, die Abmischung des Liedes erfolgte anschließend.
Besetzung:
- Paul McCartney: Gesang, Bassgitarre, Klavier
- Denny Laine: Vibraphon
- Denny Seiwell: Schlagzeug
- Richard Hewson: Orchesterleiter, Arrangeur
- Unbekannte Musiker: acht Geigen, vier Celli, vier Flöten, zwei Hörner, zwei Posaunen, Oboe, Tenorsaxophon, Harfe

## Veröffentlichung
- Am 7. Dezember 1971 wurde das Album Wild Life in den USA und Großbritannien veröffentlicht, das unter anderen Dear Friend enthält. Am 7. Juni 1993[3] wurde die CD Wild Life in einer remasterten Version veröffentlicht.[4]
- Am 7. Dezember 2018 wurde Wild Life, zum zweiten Mal remastert, von dem Musiklabel Capitol Records als Teil der Paul McCartney Archive Collection veröffentlicht. Die Special Edition enthält zusätzlich Dear Friend (Home Recording I) – 4:49 und Dear Friend (Home Recording II) – 2:02.[5] Die Deluxe Edition beinhaltet noch Dear Friend (Rough Mix) – 5:53.[6]
- Im Dezember 2018 wurde Dear Friend (Orchestra Up) – 5:59 als Gratis-Downloads auf der offiziellen Paul-McCartney-Homepage zur Verfügung gestellt.